# Cantón de Valcourt
Valcourt es un municipio-cantón de la provincia de Quebec, Canadá. Está ubicado en el municipio regional de condado de Le Val-Saint-François y a su vez, en la región administrativa de Estrie. Hace parte de las circunscripciones electorales de Richmond a nivel provincial y de Shefford a nivel federal.

## Geografía
Valcourt se encuentra ubicada en las coordenadas 45°30′00″N 72°21′00″O / 45.50000, -72.35000. Según Statistique Canada, tiene una superficie total de 80.57 km² y es una de las 1135 municipalidades en las que está dividido administrativamente el territorio de la provincia de Quebec.

## Demografía
Según el censo de Canadá de 2011, había 1047 personas residiendo en este cantón con una densidad de población de 13 hab./km². Los datos del censo mostraron que de las 1025 personas en 2006, en 2011 el cambio poblacional fue de 22 habitantes (2.1%). El número total de inmuebles particulares resultó de 483 con una densidad de 5.99 inmuebles por km². El número total de viviendas particulares que se encontraban ocupadas por residentes habituales fue de 445.